# Lista de reis da Babilônia
O rei da Babilônia (em acádio: šar Bābili) era o governante da antiga cidade mesopotâmica da Babilônia e seu reino, Babilônia, que existiu como um reino independente desde o século XIX a.C. até sua queda no século VI a.C.. Durante a maior parte de sua existência como reino independente, a Babilônia governou a maior parte do sul da Mesopotâmia, composta pelas antigas regiões da Suméria e Acádia. A cidade experimentou dois grandes períodos de ascensão, quando os reis da Babilônia se ergueram para dominar grandes partes do Antigo Oriente Próximo: o Primeiro Império Babilônico (ou Antigo Império Babilônico, 1 894–1 595 a.C. de acordo com a cronologia intermediária) e o Segundo Império Babilônico (ou Império Neobabilônico, 626–539 a.C.).
O título šar Bābili foi aplicado aos governantes babilônios relativamente tarde, a partir do século VIII a.C. em diante. Os reis anteriores da Babilônia costumavam usar o título de vice-rei da Babilônia (em acádio: šakkanakki Bābili) em reverência ao deus patrono da Babilônia, Marduque, considerado o "rei" formal da cidade. Outros títulos frequentemente usados pelos monarcas babilônios incluíam os títulos geográficos rei da Suméria e Acádia (em acádio: šar māt Šumeri u Akkadi) e rei de Cardunias (em acádio: šar Karduniaš), "Cardunias" sendo o nome aplicado ao reino da Babilônia pela cidade terceira dinastia (os cassitas).
Muitos dos reis da Babilônia eram de origem estrangeira. Ao longo da história de quase dois mil anos da cidade, ela foi governada por reis nativos da Babilônia, Amorita, Cassita, Assírio, Elamita, Caldeu, Persa, Helênico e origem Parta. A origem cultural e étnica de um rei não parece ter sido importante para a percepção babilônica da realeza, a questão importante, em vez disso, é se o rei era capaz de executar os deveres tradicionalmente atribuídos ao rei da Babilônia; estabelecer paz e segurança, defender a justiça, honrar os direitos civis, abster-se de impostos ilegais, respeitar as tradições religiosas, construir templos e fornecer presentes aos deuses neles, bem como manter a ordem do culto. As revoltas de independência da Babilônia dirigidas contra os governantes assírios e persas provavelmente tiveram pouco a ver com os ditos governantes não serem babilônios e mais a ver com os governantes raramente visitando a Babilônia e deixando de participar dos rituais e tradições da cidade.
O último rei nativo da Babilônia foi Nabonido, que reinou de 556 a 539 a.C.. O governo de Nabonido terminou com a conquista da Babilônia por Ciro, o Grande, do Império Aquemênida. Embora os primeiros reis aquemênidas continuassem a dar importância à Babilônia e continuassem usando o título de "rei da Babilônia", aos governantes aquemênidas posteriores sendo atribuído o título é provavelmente apenas algo feito pelos próprios babilônios, com os reis o tendo abandonado. Embora seja duvidoso se algum monarca posterior reivindicou o título, os escribas da Babilônia continuaram a concedê-lo aos governantes dos impérios que controlavam a Babilônia até a época do Império Parta, quando a Babilônia foi gradualmente abandonada. Embora a Babilônia nunca tenha recuperado a independência após a conquista aquemênida, houve várias tentativas dos babilônios de expulsar seus governantes estrangeiros e restabelecer seu reino, possivelmente em 336 a.C. sob o rebelde Nidin-Bel.

## Títulos
Ao longo da longa história da cidade, vários títulos foram usados para designar o governante da Babilônia e seu reino, o mais comum dos quais era "vice-rei/governador da Babilônia" (šakkanakki Bābili), "rei de Cardunias" (šar Karduniaš) e "rei da Suméria e Acádia" (šar māt Šumeri u Akkadi). "Vice-rei/governador da Babilônia" enfatiza o domínio político da cidade, enquanto os outros dois se referem ao sul da Mesopotâmia como um todo. O uso de um dos títulos não significava que os outros não pudessem ser usados simultaneamente. Por exemplo, o rei neoassírio Tiglate-Pileser III, que conquistou a Babilônia em 729 a.C., usou todos os três.
A razão pela qual "governador/vice-rei da Babilônia" foi usado em vez de "rei da Babilônia" (šar Bābili) para grande parte da história da cidade foi que o verdadeiro rei da Babilônia foi formalmente considerado sua divindade nacional, Marduque. Ao ser intitulado šakkanakki em vez de šar, o rei da Babilônia mostrou reverência ao deus da cidade. Essa prática foi encerrada pelo rei neoassírio Senaqueribe, que em 705 a.C. assumiu o título de šar Bābili em vez de šakkanakki Bābili, algo que, junto com várias outras ofensas percebidas, contribuiu para a recepção negativa generalizada do rei na Babilônia. Os sucessores imediatos de Senaqueribe, incluindo seu filho Assaradão (r. 681–669 a.C.), normalmente usavam šakkanakki Bābili, embora haja exemplos de Assaradão e seu sucessor Samassumauquim (r. 668–648 a.C.) usando šar Bābili como "Nós vamos".
"Rei da Babilônia" foi então usado para todos os reis seguintes alternadamente com "governador/vice-rei da Babilônia". Foi usado pelos reis neobabilônicos, e pelos primeiros governantes persas aquemênidas. Os aquemênidas usaram o título de rei da Babilônia e rei das Terras até que foi gradualmente abandonado por Xerxes I em 481 a.C. depois que ele teve que lidar com numerosas revoltas babilônicas. O último rei aquemênida cujas inscrições usam este título foi Artaxerxes I, o sucessor de Xerxes I. Os monarcas posteriores provavelmente raramente (se o usaram) usaram o título, mas os governantes da Mesopotâmia continuaram a recebê-lo por séculos pelos próprios babilônios, até o período parta. Os reis partas foram estilizados nas inscrições como LUGAL (a inscrição de šar ). A fórmula parta padrão, aplicada aos últimos poucos reis mencionados nas fontes da língua acadiana, era "ar-šá-kam lugal.lugal.meš" (Aršákam šar šarrāni, "Ársaces, rei dos reis"). Os documentos finais da Babilônia que mencionam e nomeiam um rei são os diários astronômicos LBAT 1184 e LBAT 1193, escrito durante o reinado do rei parta, Fraates IV (r. 37–2 a.C.), datado de 11 a.C. e 5 a.C., respectivamente.
O título "rei da Suméria e Acádia " foi introduzido durante a terceira dinastia de Ur, séculos antes da fundação da Babilônia, e permitia que os governantes se conectassem à cultura e ao legado das civilizações suméria e acádia, bem como reivindicassem sobre a hegemonia política alcançada durante o antigo Império Acádio. Além disso, o título era geográfico, pois o sul da Mesopotâmia era normalmente dividido em regiões chamadas Suméria (as regiões do sul) e Acádia (o norte), significando que "rei da Suméria e Acádia" se referia ao governo de todo o país. Ao lado de "rei da Babilônia", "rei da Suméria e Acádia" foi usado pelos monarcas babilônios até a queda do Império Neobabilônico em 539 a.C.. O título também foi usado por Ciro, o Grande, que conquistou a Babilônia em 539 a.C..
"Rei de Cardunias" foi introduzido durante a terceira dinastia da Babilônia, quando a cidade e o sul da Mesopotâmia como um todo eram governados pelos cassitas. Karduniaš era o nome cassita para o reino centralizado na Babilônia e seu território. O título continuou a ser usado muito depois que os cassitas perderam o controle da Babilônia, usado, por exemplo, tão tarde quanto pelo rei babilônico nativo Nabusumauquim I (r. 900–888 a.C.) e por Assaradão.

## Papel e legitimidade

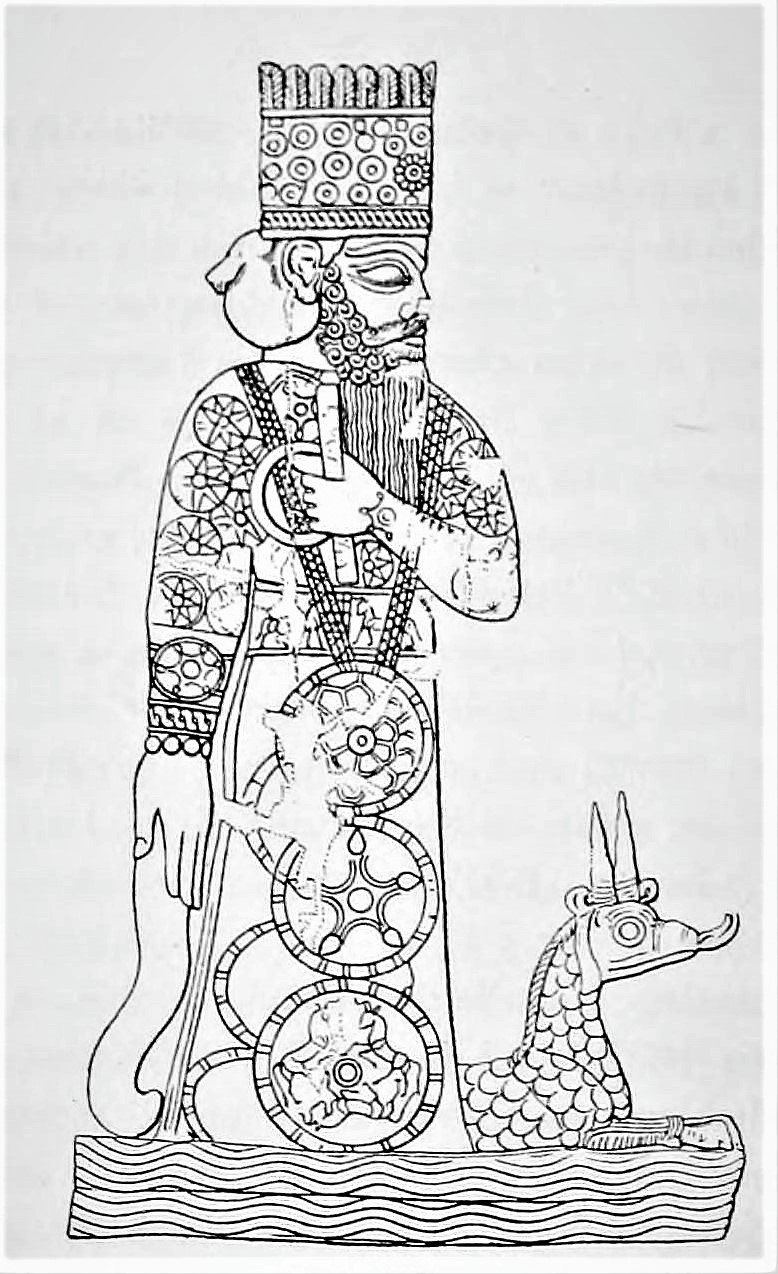
A estátua de Marduque conforme representada em um selo cilíndrico do século XIX a.C.

Os reis da Babilônia derivaram seu direito de governar da nomeação divina pela divindade padroeira da Babilônia, Marduque, e por meio da consagração pelos sacerdotes da cidade. A principal imagem de culto de Marduque (muitas vezes confundida com o próprio deus), a estátua de Marduque, foi usada com destaque nos rituais de coroação dos reis, que receberam suas coroas "das mãos" de Marduque durante o festival de Ano Novo, simbolizando-os sendo agraciados com a realeza pela divindade. O governo do rei e seu papel como vassalo de Marduque na Terra eram reafirmados anualmente nesta época do ano, quando o rei entrava sozinho em Esagila no quinto dia do Festival de Ano Novo de cada ano e se reunia com o sacerdote-chefe do rei, onde o rei removia a regalia, o sacerdote-chefe dava um tapa no rosto e o fazia se ajoelhar diante da estátua de Marduque. O rei então diria à estátua que não havia oprimido seu povo e que havia mantido a ordem ao longo do ano, após o que o sacerdote chefe responderia (em nome de Marduque) que o rei poderia continuar a desfrutar do apoio divino para seu governo, retornando a regalia real. Por ser um patrono dos templos da Babilônia, o rei estendeu sua generosidade para com os deuses da Mesopotâmia, que por sua vez fortaleceram seu governo e lhe emprestaram sua autoridade.
Esperava-se que os reis babilônios estabeleçam paz e segurança, defendam a justiça, honrem os direitos civis, evitem impostos ilegais, respeitem as tradições religiosas e mantenham a ordem do culto. Nenhuma das responsabilidades e deveres do rei exigia que ele fosse étnica ou mesmo culturalmente babilônico; qualquer estrangeiro suficientemente familiarizado com os costumes reais da Babilônia poderia adotar o título, embora pudesse então requerer a ajuda do sacerdócio nativo e dos escribas nativos. Etnia e cultura não parecem ter sido importantes na percepção babilônica da realeza; muitos reis estrangeiros tiveram o apoio dos babilônios e vários reis nativos foram desprezados. O fato de o governo de alguns reis estrangeiros não ter sido apoiado pelos babilônios provavelmente tem pouco a ver com sua origem étnica ou cultural. O que sempre foi mais importante foi se o governante era capaz de executar os deveres do rei da Babilônia corretamente, de acordo com a tradição babilônica estabelecida. As frequentes revoltas babilônicas contra governantes estrangeiros, como os assírios e os persas, podem provavelmente ser atribuídas aos reis assírios e persas sendo percebidos como fracassados em seus deveres como monarcas babilônios. Como suas capitais estavam em outros lugares, eles não participavam regularmente dos rituais da cidade (o que significa que não podiam ser celebrados da mesma forma que tradicionalmente) e raramente desempenhavam seus deveres tradicionais para os cultos babilônicos através da construção de templos e da apresentação de dons de culto aos deuses da cidade. Essa falha pode ter sido interpretada como os reis, portanto, não tendo o endosso divino necessário para serem considerados verdadeiros reis da Babilônia.

## Idade do Bronze

### Lista de reis baseada nos escritores gregos antigos e na Bíblia
Lista compilada por Nicolas Lenglet Dufresnoy (1762):
| Nome       | Início do governo | Duração do reinado (anos) | Notas |
| ---------- | ----------------- | ------------------------- | ----- |
| Ninrode    | 2 640 a.C.        | 35                        |       |
| Eveco      | 2 605 a.C.        | 6 anos 8 meses            |       |
| Comas-Belo | 2 598 a.C.        | 7 anos 8 meses            |       |
| Poro       | 2 590 a.C.        | 35                        |       |
| Necubes    | 2 555 a.C.        | 43                        |       |
| Abio       | 2 512 a.C.        | 48                        |       |
| Onibalo    | 2 464 a.C.        | 40                        |       |
| Zinziro    | 2 424 a.C.        | 45                        |       |

Depois destes reis, vieram os reis árabes da Babilônia:
| Nome           | Início do governo | Duração do reinado (anos) | Notas                                                             |
| -------------- | ----------------- | ------------------------- | ----------------------------------------------------------------- |
| Mardocentes    | 2 379 a.C.        | 45                        |                                                                   |
| "Desconhecido" | 2 334 a.C.        | 40                        |                                                                   |
| Nadio ou Nabio | 2 266 a.C.        | 37                        | Em 2 234 a.C., começaram as observações astronômicas dos caldeus. |
| Parano         | 2 229 a.C.        | 40                        |                                                                   |
| Nabonalo       | 2 189 a.C.        | 25                        |                                                                   |

### Primeiras cidades-estados dos amoritas

#### Reis de Larsa

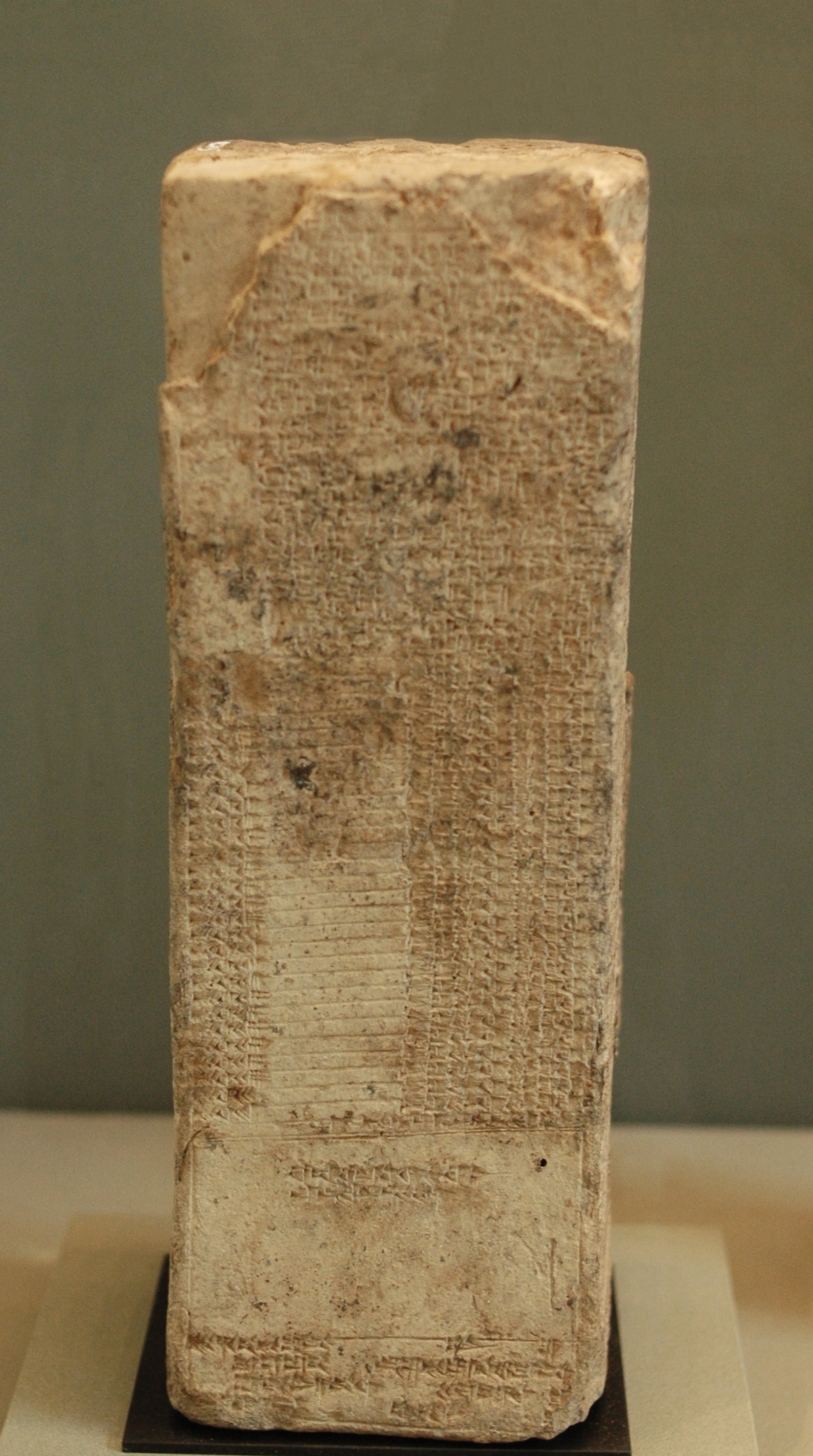
Lista dos reis de Larsa (39º ano do reinado de Hamurabi)

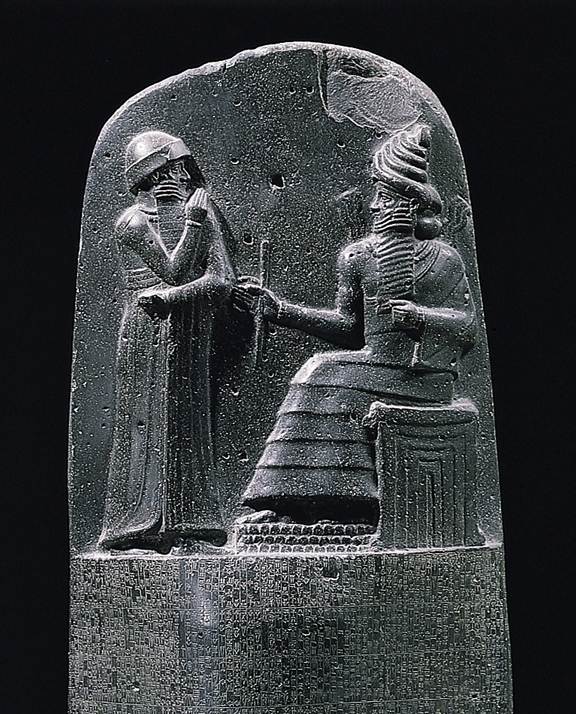
Rei Hamurabi (à esquerda) (r. 1728–) no seu Código de Lei

| Rei        | Reinado             | Comentários                                                                                      |
| ---------- | ------------------- | ------------------------------------------------------------------------------------------------ |
| Naplanum   | ca. 1961–1 940 a.C. | Contemporâneo de Ibi-Sim da Terceira dinastia de Ur.                                             |
| Emisum     | ca. 1940–1 912 a.C. |                                                                                                  |
| Samium     | ca. 1912–1 877 a.C. |                                                                                                  |
| Zabaia     | ca. 1877–1 868 a.C. | "Filho de Samium"; Fez a primeira inscrição real.                                                |
| Gungunum   | ca. 1868–1 841 a.C. | Gútio; Ganhou a independência para Lipite-Istar de Isim                                          |
| Abisare    | ca. 1841–1 830 a.C. |                                                                                                  |
| Samulael   | ca. 1830–1 801 a.C. |                                                                                                  |
| Nuradade   | ca. 1801–1 785 a.C. |                                                                                                  |
| Sim-Idinã  | ca. 1785–1 778 a.C. | "Filho de Nuradade".                                                                             |
| Sim-Eribã  | ca. 1778–1 776 a.C. |                                                                                                  |
| Sim-Iquisã | ca. 1776–1 771 a.C. | Contemporâneo de Zambia de Isim, Filho de Sim-Eribã.                                             |
| Siliadade  | ca. 1771–1 770 a.C. |                                                                                                  |
| Uarade-Sim | ca. 1770–1 758 a.C. | Co-regente de seu pai Cudur-Mabuque.                                                             |
| Rim-Sim I  | ca. 1758–1 699 a.C. | "Irmão de Uarade-Sim"; Contemporâneo de Irdanene de Uruque; Derrotado por Hamurabi da Babilônia; |
| Hamurabi   | ca. 1699–1 686 a.C. | Dirigente oficial da Babilônia; Criou o Código de Hamurabi.                                      |
| Samsiluna  | ca. 1686–1 678 a.C. | Também dirigente oficial da Babilônia.                                                           |
| Rim-Sim II | ca. 1678–1 674 a.C. | Morto na revolta contra a Babilônia.                                                             |

### Império Babilônico (Idade do Bronze Médio)

#### I Dinastia da Babilônia - (Dinastia amorita)

Primeira dinastia babilônica (ca. (1830–)

| Rei                | Reinado             | Comentários |
| ------------------ | ------------------- | --- |
| Samuabum ou Su-abu | ca. 1830–1 817 a.C. | Amorreu-chefe; Fundador do independente estado da Babilônia; Contemporâneo de Erisum I da Assíria.                                                                        |
| Samulael           | ca. 1817–1 781 a.C. | Contemporâneo de Icunum da Assíria. |
| Sabium ou Sabum    | ca. 1781–1 767 a.C. | "Filho de Samulael". |
| Apil-Sim           | ca. 1767–1 749 a.C. | "Filho de Sabium". |
| Sim-Mubalite       | ca. 1748–1 729 a.C. | "Filho de Apil-Sim". |
| Hamurabi           | ca. 1728–1 686 a.C. | "Filho de Sim-Mubalite"; Fundador do Império Paleobabilônico. Contemporâneo de Zinrilim de Mari, Sivepalarupaque de Elão, Samsiadade I da Assíria e Hamurabi I de Iamade. |
| Sansiluna          | ca. 1686–1 648 a.C. | "Filho de Hamurabi". |
| Abiesu             | ca. 1648–1 620 a.C. | "Filho de Samsiluna". |
| Amiditana          | ca. 1620–1 583 a.C. | "Filho de Abiesu". |
| Amisaduca          | ca. 1582–1 562 a.C. | Criou a Tábua de Vênus de Amisaduca. |
| Sansiditana        | ca. 1562–1 531 a.C. | Deposto pelo rei hitita Mursil I no saque da Babilônia; Último reinado amorreu.                                                                                           |

#### II Dinastia da Babilônia - (Dinastia do País do Mar)
Estes reinos podem não ter se estendido sobre a Babilônia por mais do que não breves períodos, mas sim pelas antigas regiões sumerianas do sul. No entanto, muitas vezes são tradicionalmente numeradas a Segunda Dinastia da Babilônia, e por isso está aqui listado.
| Rei           | Reinado            | Comentários                                                                     |
| ------------- | ------------------ | ------------------------------------------------------------------------------- |
| Ilumaili      | fl. ca. 1 732 a.C. |                                                                                 |
| Itilinibi     |                    |                                                                                 |
| Danquilisu    |                    | Construiu as muralhas sobre a sua cidade Der que foram demolidas por Amiditana. |
| Isquibal      |                    |                                                                                 |
| Sususi        |                    |                                                                                 |
| Gulquisar     |                    |                                                                                 |
| Di-Sim        |                    | Contemporâneo de Iptar-Sim da Assíria.                                          |
| Pesgaldarames |                    |                                                                                 |
| Adaragalama   |                    | Despertou, embora brevemente, um grande respeito sobre a Babilônia.             |
| Acurduana     |                    | Contemporâneo de Suninua da Assíria.                                            |
| Melancurcurra |                    | Contemporâneo de Sarmadade I da Assíria.                                        |
| Eagamil       | fl. ca. 1 460 a.C. | Contemporâneo de Erisum III da Assíria; Derrubado pelo rei cassita Ulãburias.   |

#### Primeiros monarcas cassitas
Esta dinastia igualmente não chegou ao regime Babilônico, mas sua cronologia foi continuada mais tarde pelos reis da dinastia cassita da Babilônia, e por isso eles estão listados aqui.
| Rei          | Reinado            | Comentários                                                                                         |
| ------------ | ------------------ | --------------------------------------------------------------------------------------------------- |
| Gandas       | fl. ca. 1 730 a.C. | |
| Agum I       |                    | |
| Castilias I  |                    | "Filho de Agum I". Celebra um acordo com a Inscrição de Agum-Cacrime.                               |
| Abirratas    |                    | "Filho de Castilias I"; Pode ocupar o quinto lugar, em seguida Ussi ou Ussias deveria constar aqui. |
| Castilias II |                    | |
| Urzigurumas  |                    | Descendente de Abirratas.                                                                           |
| Hurbazum     |                    | |
| Sipetaulzi   |                    | |

### Idade do Bronze Tardia

#### III Dinastia da Babilônia - (Dinastia Cassita)

Dinastia cassita (ca. 1507–)

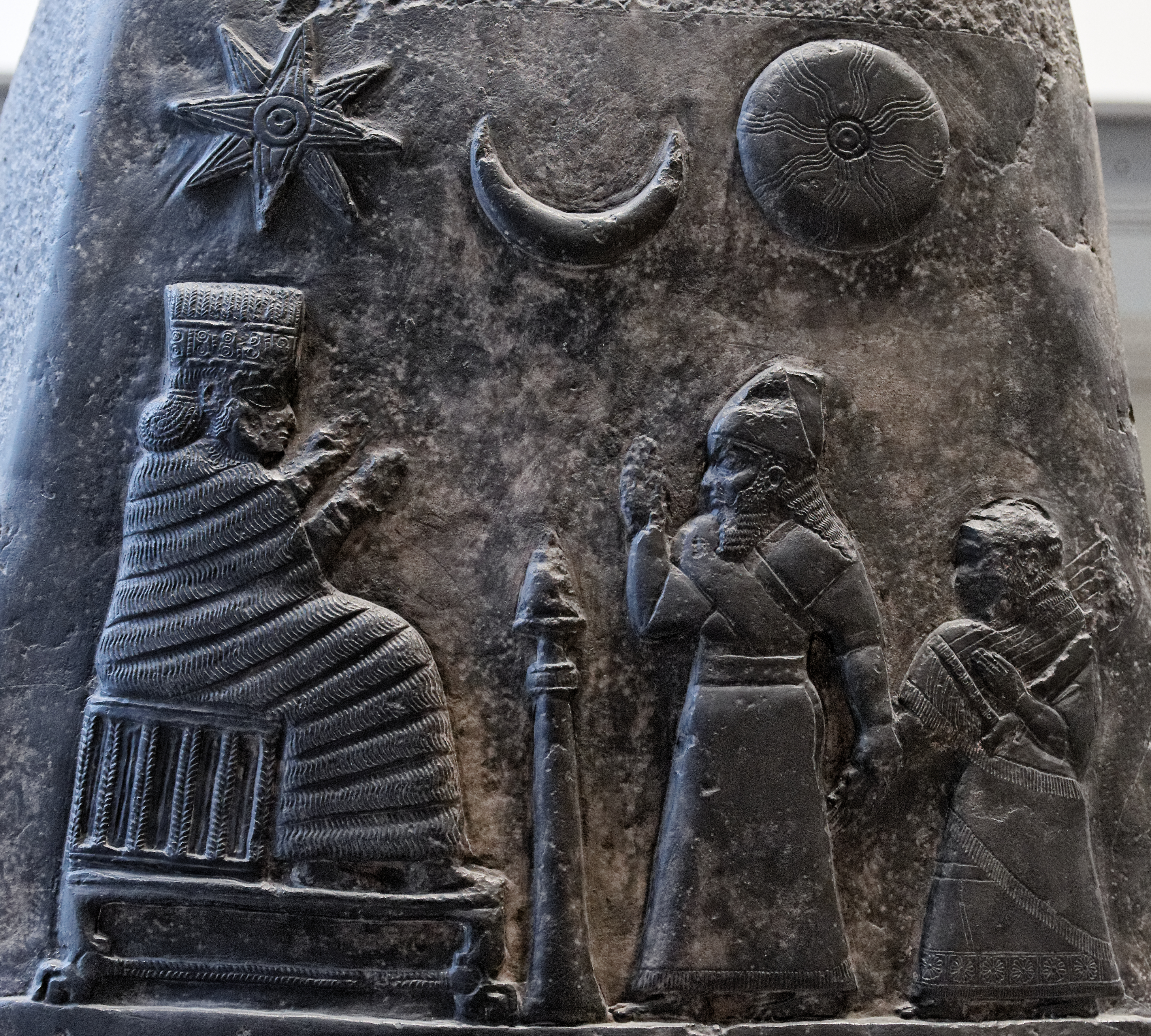
Rei Melisipaque II (À esquerda) (ca. 1186–)

| Rei                     | Reinado             | Comentários                                                                       |
| ----------------------- | ------------------- | --------------------------------------------------------------------------------- |
| Agum II ou Agum-Cacrime | ca. 1 507 a.C.      |                                                                                   |
| Burnaburias I           |                     | Celebra um tratado com Puzurassur III da Assíria.                                 |
| Ulamburias              | ca. 1 507 a.C.      |                                                                                   |
| Castilias III           |                     |                                                                                   |
| Agum III                |                     |                                                                                   |
| Caraindas               |                     | Contemporâneo de Amenófis III de Egito.                                           |
| Cadasmanarbe I          |                     |                                                                                   |
| Curigalzu I             |                     | Provavelmente deva ter construído Dur-Curigalzu.                                  |
| Cadasmanenlil I         | ca. 1374–1 360 a.C. | Contemporâneo de Amenófis III do Egito.                                           |
| Burnaburias II          | ca. 1359–1 333 a.C. | Contemporâneo de Aquenáton do Egito e de Assurubalite I da Assíria.               |
| Carahardas              | ca. 1 333 a.C.      | "Filho de Burnaburias II e Neto de Assurubalite I da Assíria."                    |
| Nazibugas ou Suzigas    | ca. 1 333 a.C.      | Deposto por Assurubalite I da Assíria.                                            |
| Curigalzu II            | ca. 1332–1 308 a.C. | "Filho de Burnaburias II"; Lutou na Batalha de Sugagi com Enlilnirari da Assíria. |
| Nazimarutas             | ca. 1307–1 282 a.C. | Contemporâneo de Adadenirari I da Assíria.                                        |
| Cadasmanturgu           | ca. 1281–1 264 a.C. | Contemporâneo de Hatusil III dos hititas.                                         |
| Cadasmanenlil II        | ca. 1263–1 255 a.C. | Também contemporâneo de Hatusil III dos hititas.                                  |
| Cudurenlil              | ca. 1254–1 246 a.C. |                                                                                   |
| Sagaractisurias         | ca. 1245–1 233 a.C. | "Filho de Cudurenlil".                                                            |
| Castilias IV            | ca. 1232–1 225 a.C. | Deposto por Tuculti-Ninurta I da Assíria.                                         |
| Enlilnadinsumi          | ca. 1 224 a.C.      | Também deposto por Tuculti-Ninurta I da Assíria.                                  |
| Cadasmanarbe II         | ca. 1 223 a.C.      | Também deposto por Tuculti-Ninurta I da Assíria.                                  |
| Adadesumaidina          | ca. 1222–1 217 a.C. | Também deposto por Tuculti-Ninurta I da Assíria.                                  |
| Adadesumausur           | ca. 1216–1 187 a.C. | "Filho de Saractisurias"; Contemporâneo de Assurnirari III da Assíria.            |
| Melisipaque II          | ca. 1186–1 172 a.C. | "Filho de Adadesumausur"; Deposto por Sutruque-Nacunte de Elão.                   |
| Merodaque-Baladã I      | ca. 1171–1 159 a.C. | "Filho de Melisipaque II"; Contemporâneo de Sutruque-Nacunte de Elão.             |
| Zababasumaidina         | ca. 1 158 a.C.      | "Filho de Merodaque-Baladã I"; Também contemporâneo de Sutruque-Nacunte de Elão.  |
| Enlilnadinaque          | ca. 1157–1 155 a.C. | Deposto por Cutir-Nacunte III de Elão, pondo fim à Dinastia cassita.              |

## Idade de Ferro

### IV Dinastia da Babilônia - (Segunda Dinastia de Isim)
O nome da dinastia, Bala Pa.Še, é um trocadilho do termo išinnu, "stalk", escrito como Pa.Še e é somente uma referência aparente à atual cidade de Isim. É, portanto, também conhecido como a Segunda Dinastia de Isim ou Isim II.

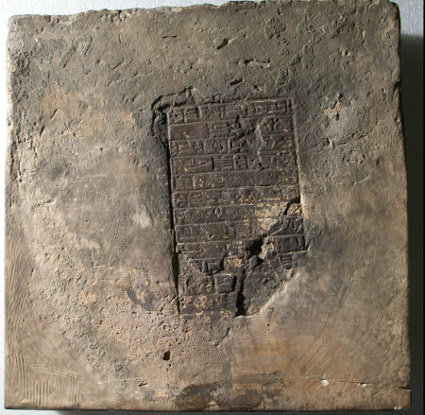
Estela com os nomes dos reis da Segunda Dinastia de Isim

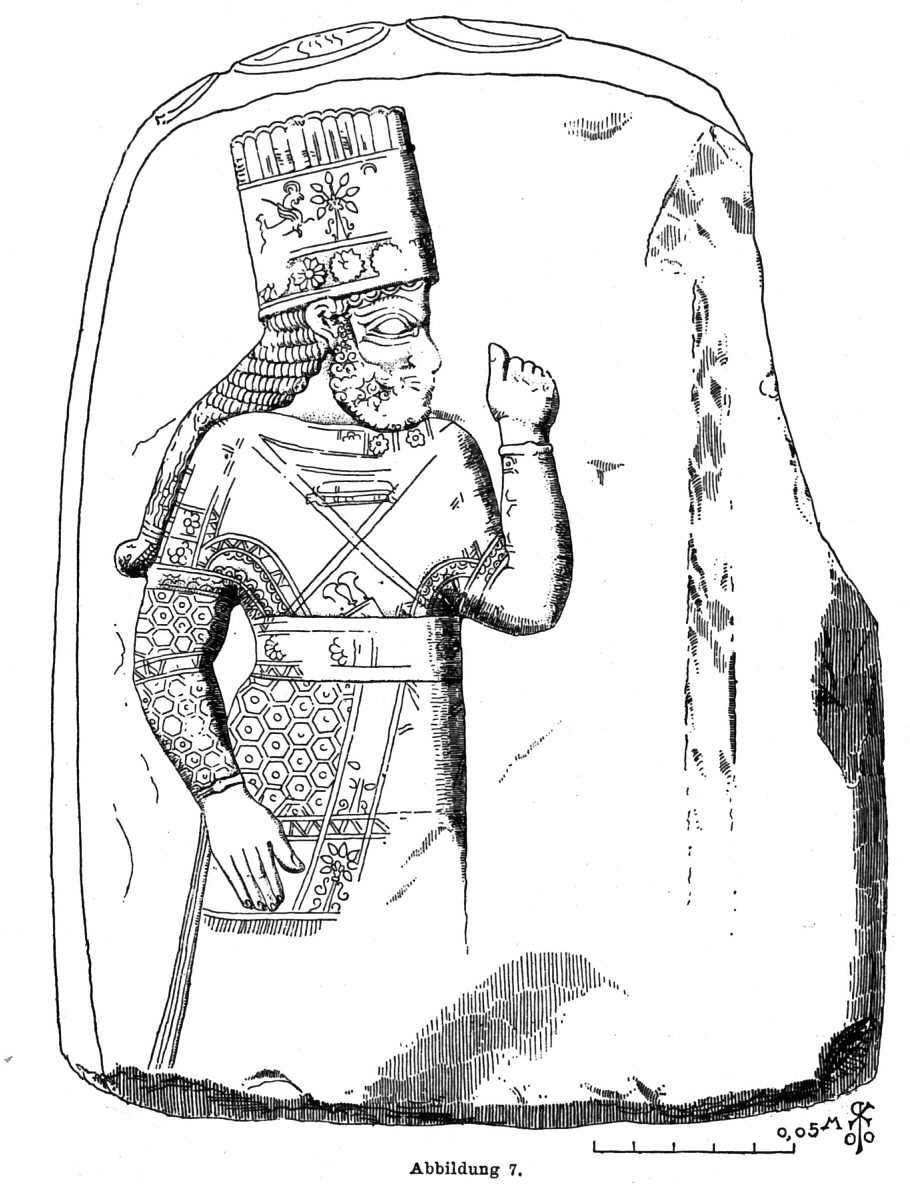
Rei Marduquenadinaque (r. 1100–)

| Rei                  | Reinado             | Comentários                                                                                            |
| -------------------- | ------------------- | --- |
| Marduquecabiteaquesu | ca. 1155–1 140 a.C. | Fundou a Primeira Dinastia Primitiva na Babilônia.                                                     |
| Itimarduquebalatu    | ca. 1140–1 132 a.C. | "Filho de Marduquecabiteaquesu".                                                                       |
| Ninurtanadinsumi     | ca. 1132–1 126 a.C. | Contemporâneo de Assurresisi I da Assíria.                                                             |
| Nabucodonosor I      | ca. 1126–1 103 a.C. | "Filho de Ninurtanadinsumi"; Também contemporâneo de Assurresisi I da Assíria.                         |
| Enlilnadinapli       | ca. 1103–1 100 a.C. | "Filho de Nabucodonosor I"; Lutou com Tiglate-Pileser I da Assíria.                                    |
| Marduquenadinaque    | ca. 1100–1 082 a.C. | "Filho de Ninurtanadinsumi e irmão de Nabucodonosor I"; Também lutou com Tiglate-Pileser I da Assíria. |
| Marduquesapiquezeri  | ca. 1082–1 069 a.C. | Manteve um entendimento cordial com Assurbelcala da Assíria.                                           |
| Adade-Baladã         | ca. 1069–1 046 a.C. | Casou-se com a filha de Assurbelcala da Assíria.                                                       |
| Marduqueaqueriba     | ca. 1 046 a.C.      | |
| Marduquezerxi        | ca. 1046–1 033 a.C. | |
| Nabusumulibur        | ca. 1033–1 025 a.C. | Deposto por Simbarsipaque, marcando o fim da II Dinastia de Isim.                                      |

### V Dinastia da Babilônia - (Segunda Dinastia País do Mar)
Conhecida como a Segunda Dinastia País do Mar, a evidência de que essa tenha sido uma dinastia cassita é bastante tênue.
| Rei            | Reinado             | Comentários                                                              |
| -------------- | ------------------- | ------------------------------------------------------------------------ |
| Simbar-Sipaque | ca. 1025–1 008 a.C. | Depôs a dinastia nativa; Foi assassinado pelo seu sucessor Eamuquinzeri. |
| Eamuquinzeri   | ca. 1 008 a.C.      | Assassinou Simbar-Sipaque e usurpou o trono.                             |
| Cassunadinaque | ca. 1008–1 004 a.C. |                                                                          |

### VI Dinastia da Babilônia - (Dinastia Bite-Bazi)
Conhecida como a Dinastia Bite-Bazi, região onde este pequeno clã Cassita tinha a sua ascendência.
| Rei                  | Reinado             | Comentários                                                             |
| -------------------- | ------------------- | ----------------------------------------------------------------------- |
| Eulmasaquinsumi      | ca. 1004 – 987 a.C. | Fundou a dinastia Bite-Bazi; Contemporâneo de Salmanaser II da Assíria. |
| Ninurtacudurriusur I | ca. 987 – 985 a.C.  |                                                                         |
| Siriquitisucamuna    | ca. 985 a.C.        |                                                                         |

### VII Dinastia da Babilônia - (Dinastia Elamita)
Esta foi uma dinastia Elamita.
| Rei             | Reinado            | Comentários                                   |
| --------------- | ------------------ | --------------------------------------------- |
| Marbitipolassar | ca. 985 – 979 a.C. | Rei elamita; Depôs todos os arameus (sírios). |

### VIII Dinastia da Babilônia
| Rei            | Reinado            | Comentários                 |
| -------------- | ------------------ | --------------------------- |
| Nabumuquinapli | ca. 979 – 943 a.C. | Dinastia babilônica nativa. |

### IX Dinastia da Babilônia - (Dinastia Incerta)
| Rei | Reinado            | Comentários |
| --- | ------------------ | --- |
| Ninurtacudurriusur II | ca. 943 a.C.       | Sucedeu seu pai Nabumuquinapli.                                                                                                |
| Marbitiaqueidina | ca. 943 – 920 a.C. | Contemporâneo de Assurdã II da Assíria.                                                                                        |
| Samasmudamique | ca. 920 – 900 a.C. | Perdeu os territórios para Adadenirari II da Assíria.                                                                          |
| Nabusumauquim I | ca. 900 – 888 a.C. | Ganhou os territórios que Adadenirari II da Assíria roubou de seu antecessor.                                                  |
| Nabu-Baladã | ca. 888 – 855 a.C. | "Filho de Nabusumauquim I"; Fez um acordo de paz com Salmanaser III da Assíria.                                                |
| Marduquezaquirsumi I | ca. 855 – 819 a.C. | Foi subjugado por Salmanaser III da Assíria.                                                                                   |
| Marduquebalassuiquibi | ca. 819 – 813 a.C. | Foi subjugado por Salmanaser III da Assíria.                                                                                   |
| Babahaidina | ca. 813 – 811 a.C. | Foi subjugado por Adadenirari III da Assíria.                                                                                  |
| 811–800 a.C.: Após por ficar onze anos sem rei, cinco reis, nomes não identificados, governam no início do reinado de Ninurtaplax.             |                    | |
| Ninurtaplax | ca. 800 – 790 a.C. | Libertado pelas forças e pela influência dos assírios.                                                                         |
| Marduquebelzeri | ca. 790 – 780 a.C. | |
| Marduqueaplausur | ca. 780 – 769 a.C. | |
| Eriba-Marduque | ca. 769 – 761 a.C. | "Filho de Marduquepolassar".                                                                                                   |
| Nabusumaiscum | ca. 761 – 748 a.C. | |
| Deste ponto em diante, a cronologia Babilônica é muito bem conhecida, graças aos registros de Ptolomeu em seu Cânone dos Reis e outras fontes. |                    | |
| Nabonassar | 748 – 734 a.C.     | Foi subjugado por Tiglate-Pileser III da Assíria.                                                                              |
| Nabunadinzeri | 734 – 732 a.C.     | |
| Nabusumauquim II | 732 a.C.           | |
| Nabumuquininzeri | 732 – 729 a.C.     | Último rei da IX Dinastia; Foi deposto por Tiglate-Pileser III da Assíria, onde a Babilônia passou a ser domínio dos assírios. |

### X Dinastia da Babilônia - (Dinastia assíria)
| Rei | Reinado            | Comentários |
| --- | ------------------ | --- |
| Tiglate-Pileser III | 729 – 727 a.C.     | Rei assírio. |
| Salmanaser V | 727 – 722 a.C.     | Rei assírio. |
| Merodaque-Baladã II | 722 – 710 a.C.     | Rei caldeu; Foi expulso por Sargão II da Assíria. |
| Sargão II | 710 – 705 a.C.     | Rei assírio. |
| Senaqueribe | 705 – 703 a.C.     | Rei assírio; Foi expulso pelos babilônios. |
| Marduquezaquirsumi II | 703 a.C.           | Vassalo assírio; Derrotado por Senaqueribe da Assíria. |
| Merodaque-Baladã II | 703 – 701 a.C.     | Rei caldeu; Durante uma revolta a Babilônia, retornou para o seu reinado.                                                                                    |
| Belibni | 701 – 700 a.C.     | Vassalo assírio. |
| Assurnadinsumi | 700 – 694 a.C.     | Rei assírio; Filho de Senaqueribe. |
| Nergalusezibe | 694 –693 a.C.      | Rei elamita; Assassinou Assurnadinsumi. |
| Musezibe-Marduque | 693 – 689 a.C.     | Rei elamita. |

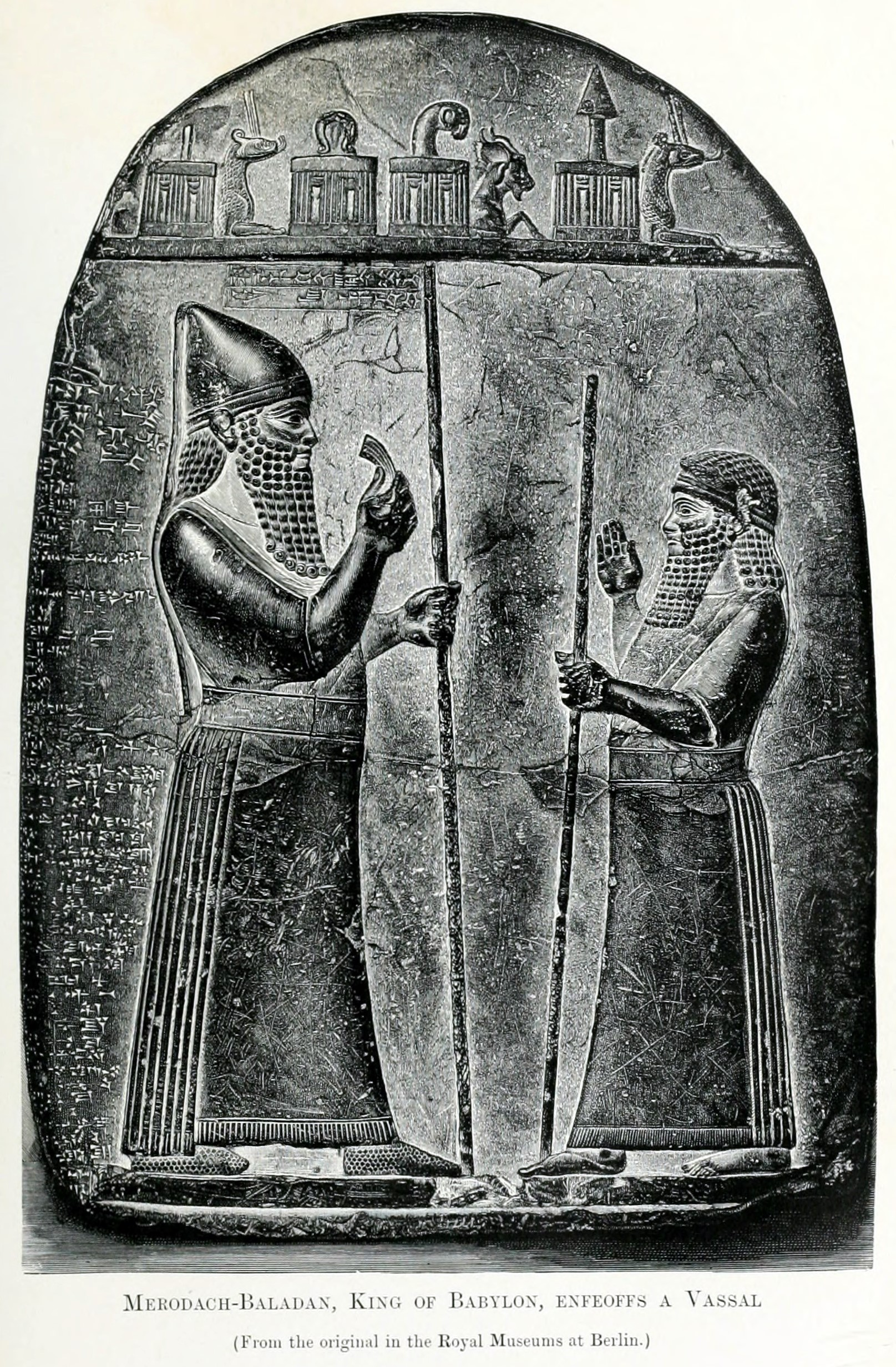
Rei Merodaque-Baladã II (esquerda) (r. 722–)

| Após o saque promovido pelos assírios de Senaqueribe, em 689 a.C., a Babilônia foi reconstruída por Assaradão da Assíria na década de 670 a.C.. |                    | |
| Senaqueribe | 689 – 681 a.C.     | Rei assírio; Destruiu a Babilônia. |
| Assaradão | 681 – 669 a.C.     | Rei assírio; Reconstruiu a Babilônia |
| Samassumauquim | 668 – 648 a.C.     | Rei assírio e filho de Assaradão; Rebelou-se contra seu irmão, Assurbanípal da Assíria, mas foi morto.                                                       |
| Candalanu | 648 – 627 a.C.     | Rei assírio; Governou sob Assurbanípal, há rumores dele ter sido o próprio Assurbanípal, também governava sob Assuretililani da Assíria entre 631 e 627 a.C. |
| Sinsumulisir | 626 a.C.           | Rei assírio; Reinou na Babilônia, mas perdeu o controle sobre algumas regiões.                                                                               |
| Sinsariscum | ca. 626 – 620 a.C. | Rei assírio; Também perdeu o controle sobre a Babilônia em 620 a.C..                                                                                         |

### XI Dinastia da Babilônia - (Império Neobabilônico ou Dinastia caldeia)

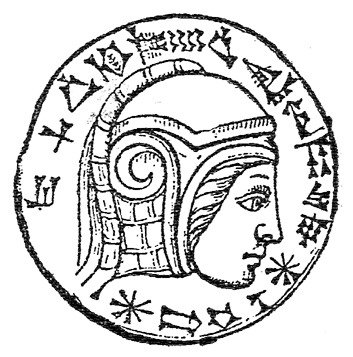
Rei Nabucodonosor II (r. 605–)

| Rei                       | Reinado        | Comentários |
| ------------------------- | -------------- | --- |
| Nabopolassar              | 626 – 605 a.C. | Rei caldeu; Passou o controle da Babilônia para Sinsariscum da Assíria, rumou com os exércitos assírios para a Babilônia em 616 a.C.; Celebrou uma aliança com Ciaxares e destruiu o Império Assírio. |
| Nabucodonosor II          | 604 – 562 a.C. | Rei caldeu e filho de Nabopolassar; Derrotou os egípcios, assírios em Carquemis e tomou Jerusalém. É associado a Daniel nos relatos bíblicos.                                                         |
| Evil-Merodaque            | 562 – 560 a.C. | Filho de Nabucodonosor II; Assassinado pelo seu cunhado Neriglissar. |
| Neriglissar ou Nebuzaradã | 560 – 556 a.C. | Usurpou o trono ao assassinar Evil-Merodaque. |
| Labasi-Marduque           | 556 a.C.       | Filho de Neriglissar. |
| Nabonido                  | 556 – 539 a.C. | Último rei da Babilônia, teve origem em Harã na Assíria; Não era um caldeu, deu regência para seu filho Belsazar.                                                                                     |
| Belsazar                  | 556 – 539 a.C. | Co-regente de seu pai Nabonido; Foi assassinado por Dario, o Medo, que marcou o fim do Império Neobabilônico.                                                                                         |

## Babilônia aquemênida
Em 539 a.C., a Babilônia foi tomada por Ciro, o Grande. Seu filho mais tarde foi coroado formalmente como rei de Babilônia. Esta lista usa os nomes gregos de reis persas aquemênidas.
| Rei                                     | Reinado        | Comentários |
| --------------------------------------- | -------------- | --- |
| Ciro II da Pérsia ou Ciro, o Grande     | 539 – 529 a.C. | Tomou a Babilônia; Libertou os judeus. |
| Cambises II                             | 529 – 522 a.C. | Filho de Ciro II, o Grande. |
| Esmérdis                                | 522 a.C.       | (Possível um usurpador chamado Gaumata) Reinou somente por sete meses. |
| Dario I da Pérsia ou Dario I, o Grande  | 521 – 486 a.C. | Adotado por Ciro II, o Grande e filho de Histaspes. |
| Xerxes I da Pérsia ou Assuero da Pérsia | 485 – 465 a.C. | Filho de Dario I, o Grande e neto de Ciro, o Grande; Mencionado no Livro de Ester. |
| Artaxerxes I da Pérsia                  | 465 – 424 a.C. | Filho de Xerxes, O Grande; Mencionado na o Livro de Esdras e o Livro de Neemias. |
| Xerxes II (ou Xerxes II da Pérsia)      | 424 a.C.       | Filho de Artaxerxes Longímano, reinou somente por quarenta e cinco dias. |
| Soguediano)                             | 424 – 423 a.C. | ilegítimo meio-Irmão e rival de Xerxes II |
| Dario II (ou Dario Noto)                | 423 – 405 a.C. | ilegítimo meio-Irmão e rival de Xerxes II |
| Artaxerxes II (ou Artaxerxes II Mnemon) | 404 – 359 a.C. | Filho de Dário II, Mencionado por Xenofonte |
| Artaxerxes III (Artaxerxes Oco)         | 358 – 338 a.C. | Filho de Artaxerxes Mnenon |
| Artaxerxes IV (ou Artaxerxes IV Arses   | 338 – 336 a.C. | Filho de Artaxerxes Oco |
| Dario III (ou Dario III Codomano        | 336 – 330 a.C. | neto de Dario II Noto. O nome de sua mãe era Sisigambis e o de seu seu pai era Arsanes. Ele era neto de Ostanes e irmão de Artaxerxes II. Os textos antigos não dizem se Ostanes era pai de Sisigambis ou de Arsanes |

## Babilônia selêucida
Babilônia havia sido capturada por Alexandre III da Macedônia em 330 a.C.. Ele foi capturado pelos Partos em 141 a.C..
| Rei                            | Reinado                                                | Comentários |
| ------------------------------ | ------------------------------------------------------ | ----------- |
| Alexandre III o Grande         | 330 – 323 a.C.                                         |             |
| Alexandre IV                   | 323 – 309 a.C.                                         |             |
| Seleuco I Nicátor              | Sátrapa entre 311 – 305 a.C.; rei entre 305 – 281 a.C. |             |
| Antíoco I Sóter                | co-reinou para 291, reinou sozinho 281 – 261 a.C.      |             |
| Antíoco II Teos                | 261 – 246 a.C.                                         |             |
| Seleuco II Calínico            | 246 – 225 a.C.                                         |             |
| Seleuco III Cerauno (ou Sóter) | 225 – 223 a.C.                                         |             |
| Antíoco III, o Grande          | 223 – 187 a.C.                                         |             |
| Seleuco IV Filopátor           | 187 – 175 a.C.                                         |             |
| Antíoco IV Epifânio            | 175 – 164 a.C.                                         |             |
| Antíoco V Eupátor              | 164 – 162 a.C.                                         |             |
| Demétrio I Sóter               | 161 – 150 a.C.                                         |             |
| Alexander III Balas            | 150 – 145 a.C.                                         |             |
| Demétrio II Nicátor            | Primeiro reinado, 145 – 141 a.C.                       |             |
| Antíoco VI Dionísio            | junto com Demétrio II, 145 – 142 a.C.                  |             |